# Венторф бај Хамбург
Венторф бај Хамбург (њем. Wentorf bei Hamburg) општина је у њемачкој савезној држави Шлезвиг-Холштајн. Једно је од 131 општинског средишта округа Херцогтум Лауенбург. Према процјени из 2010. у општини је живјело 11.574 становника. Посједује регионалну шифру (AGS) 1053129.

## Географски и демографски подаци
Венторф бај Хамбург се налази у савезној држави Шлезвиг-Холштајн у округу Херцогтум Лауенбург. Општина се налази на надморској висини од 48 метара. Површина општине износи 6,9 km². У самом мјесту је, према процјени из 2010. године, живјело 11.574 становника. Просјечна густина становништва износи 1.685 становника/km².

## Међународна сарадња
| Мјесто | Држава  | Врста сарадње | Од    |
| ------ | ------- | ------------- | ----- |
|        | Пољска  | партнерство   | 1998. |
|        | Шведска | пријатељство  | 1956. |
|        | Финска  | контакт       | 2000. |
| Извор  |         |               |       |